# المقاطعة الشمالية الغربية (جنوب إفريقيا)
المقاطعة الشمالية الغربية هي إحدى محافظات جنوب أفريقيا حيث تم تشكيلها في عام 1994م وتنقسم إلى 4 بلديات.